# Cocktail Chic
Cocktail Chic — французский музыкальный проект, созданный специально для конкурса песни Евровидение-1986. В состав группы входят сёстры Доминик Пулен (фр. Dominique Poulain) и Катрин Бонюве (фр. Catherine Bonnevay), а также их родственницы Франсин Шатеро (фр. Francine Chanterau) и Мартин Латор (фр. Martine Latorre).
Хотя группа была создана для одного выступления на конкурсе, ранее существовал похожий проект, состоящий из такого же состава. Он был образован в конце 1960-х, и изначально назывался «Les OP’4». Девушки были замечены популярным в то время певцом Клодом Франсуа, который дал группе новое название — «Les Fléchettes» (по названию его звукозаписывающего лейбла — «Fleche»). Под этим названием ими было выпущено несколько синглов, однако большую часть времени участницы коллектива выступали в группе поддержки для известных исполнителей французской эстрады. Шатеро и Латор также имели опыт участия на Евровидении как бэк-вокалистки; в частности, они выступали вместе с Мари Мириам в 1977, ставшей победительницей на конкурсе того года; а в 1978 были бэк-вокалистками на четырёх выступлениях.
После преждевременной смерти Франсуа в 1978 году Les Fléchettes прекратили своё существование. В 1986 они снова объединились, на этот раз под новым названием — «Cocktail Chic», но не для постоянного участия, а только для выступления во французском отборочном туре на 31-й конкурс Евровидения.
Коллектив победил на отборочном конкурсе с песней «Européennes» (рус. Девушки из Европы). Это позволило им принять участие на Евровидении, который состоялся 3 мая в Бергене (Норвегия). Критики сочли конкурсную композицию «Européennes» скучной и слабой в музыкальном и лирическом плане, и вскоре их опасения подтвердились. На конкурсе песня была исполнена под третьим номером, и в итоге финишировала семнадцатой (из двадцати). Этот результат был худшим от Франции на тот момент времени. Особенно возмутительным для многих французов было то, что другие песни, исполненные на французском языке в том году (из Бельгии, Швейцарии и Люксембурга), заняли первые три лидирующие позиции.
После роспуска группы её бывшие участницы практически исчезли из поля зрения СМИ и поклонников. Однако в последнее время музыкантки периодически выступают вместе под старым названием (Les Fléchettes), исполняя песни из своего раннего репертуара.